# Räkkijärvi
Räkkijärvi är en sjö i Finland. Den ligger i kommunen Enare i landskapet Lappland, i den norra delen av landet, 1 100 km norr om huvudstaden Helsingfors. Räkkijärvi ligger 90,1 meter över havet. Arean är 4,02 kvadratkilometer och strandlinjen är 31,37 kilometer lång. Sjön  ingår i Neidenälvens huvudavrinningsområde.   
I övrigt finns följande vid Räkkijärvi:
- Vuöllijävri (en sjö)